# Лица смерти
«Ли́ца сме́рти» (или «Ли́ки сме́рти») — американский кинофильм 1979 года. Представляет собой композицию документальных кадров и реконструкций. Фильм натуралистично освещает различные аспекты смерти, в нём содержатся шокирующие документальные кадры неестественных смертей и изуродованных тел. Фильм был запрещён в разное время четырьмя странами. Существует полная (105 мин.) и сокращённая (85 мин.) версия фильма. При бюджете всего в 450 тысяч долларов США, лента собрала в прокате более 60 млн долларов. Фильм положил начало большому ряду сиквелов и подражаний.

## Сюжет
Фильм начинается со сцены операции на открытом сердце и сцены в морге, где показаны тела умерших и показан процесс вскрытия. Затем показаны коррида, собачьи бои, жизнь южноамериканского и африканского племён, процесс убийства животных на бойне. Показаны случайно заснятые кадры политического убийства, кадры специальной операции полиции с трагическим исходом. В середине фильма приводится большой материал, снятый в судебно-медицинском морге, где находятся тела умерших насильственной смертью и где производятся исследования этих тел. Затем следует казнь приговорённого к смерти преступника в газовой камере, казнь на электрическом стуле, обезглавливание в арабской стране. Потом следует множество сцен с трупами погибших при разных обстоятельствах людей, кадры заснятого самоубийства и прочее в том же духе.

## Критика
Существуют большие сомнения в подлинности ряда сцен в фильме. При внимательном рассмотрении можно предположить, что некоторые сцены не являются документальными, а являются лишь реконструкцией некогда произошедших событий. Алан Апоне, занимавшийся в «Лицах смерти» спецэффектами и гримом, признался, что около 40 % материала фильма является подделкой.

## Путаница с названиями
В России под названием «Лики смерти» был также известен и другой фильм — «Следы смерти» (IMDb ID 0108373) студии Dead Alive Productions, который представляет собой компиляцию документальных кадров, сопровождаемых музыкой групп Unleashed, Asphyx, Morgoth, Grave.